# Робби Злобный
Робби Злобный (англ. Robbie Rotten, досл. Гнилой Робби) — главный антагонист исландской детской программы «Лентяево». Он заклятый враг Спортакуса и Стефани, пропагандирующих физические упражнения, здоровое питание и активный и здоровый образ жизни. Что касается Робби, его любимые занятия — это нездоровая пища и просмотр телевизора. У Робби светлая кожа, серо-зелёные глаза и чёрные волосы. Обычно он носит бордово-пурпурный костюм-двойка с золотыми полосками, строгие туфли и тёмно-синюю рубашку с манжетами и запонками. Он самый высокий персонаж.
Будучи крайне ленивым, Робби, естественно, противостоит их попыткам распространить здоровое влияние на жителей Лентяево и использует различные схемы, часто с использованием маскировки, чтобы дискредитировать здоровый образ жизни и выгнать Спортакуса (которого он называет «Спортапуком») из Лентяево в каждом эпизоде, хотя его планы всегда в конце концов срываются. По иронии судьбы, Робби становится очень активным, когда он выполняет свои планы. Он был основан на своём одноимённом воплощении из оригинального мюзикла и сыгран Стефаном Карлом Стефанссоном в детском шоу.

## История
Во второй исландской постановке персонажа звали Glanni Glæpur (с исл. — «безрассудное преступление»), и когда он прибыл в город, он был одет в полностью чёрный костюм; но когда он был замаскирован под Рикки Рики (очень богатого человека), он был одет в пурпурное пальто, пурпурные брюки и туфли, похожие на те, что носит Робби в телесериале, хотя на тот момент у него ещё не было волос покрытый гелем. В телесериале Робби Злобный носит тёмно-синий костюм, пурпурно-красный жилет и белые туфли с чёрной подошвой.
Песня Робби Роттена «You Are a Pirate» была любимой песней Стефансона, которую он исполнял на шоу. С 2007 года строчка «Делай, что хочешь, живи как и я, ведь мы пираты» стала часто цитируемым мемом в культуре пупов и хакеров YouTube, чаще всего в отношении онлайн-пиратства через LimeWire.
Робби Злобный также прославился в Интернете благодаря песне «We Are Number One» в 2016 году. Форум Reddit r/dankmemes проголосовал за Робби Злобного, назвав его «Мемом года» в 2016 году.
21 августа 2018 года актёр Стефан Карл Стефанссон умер от холангиокарциномы в возрасте 43 лет. Из-за этого дальнейшая судьба персонажа Робби Злобного неизвестна.